# مقاطعة إندبندنسيا
إندبندنسيا أو "الاستقلال" هي مقاطعة تابعة لجمهورية الدومينيكان، تقع في الغرب، على الحدود مع دولة هايتي، وعاصمتها جيماني . وحسب التقسيم الإقليمي لجمهورية الدومينيكان، فإن مقاطعة إنديبندنسيا تقع في منطقة الجنوب، تحت إقليم إنريكييو. أُنشئت المقاطعة في عام ١٩٤٨، ولكنها أصبحت مقاطعة رسمية في عام ١٩٥٠. قبل إنشائها، كانت إندبندنسيا جزءًا من مقاطعة باوروكو . وسُميت المقاطعة بهذا الاسم تخليدًا لذكرى الاستقلال الوطني في ٢٧ فبراير ١٨٤٤.

## التاريخ
تأسست مقاطعة إنديبندنسيا على الأراضي التي كانت سابقاً تابعة لزعيم يُدعى شيماني، وهو أحد أقارب زعيم قبيلة زاراغوا . لا يُعرف الكثير عن الزعيم شيماني، إذ أنه كانت الروابط بينه وبين الإسبان شبه معدومة. وكان القانون الذي أنشأ هذه المقاطعة، والصادر في 29 ديسمبر عام 1948، قد أطلق على هذه المقاطعة في البداية اسم "مقاطعة جيماني". ثم غُيّر الاسم في 28 يناير عام 1949 إلى "مقاطعة العصر الجديد". وأخيراً تم تغيير اسمها إلى الاسم الحالي إنديبندنسيا "الاستقلال"، في 13 مايو عام 1949.

## البلديات والدوائر البلدية

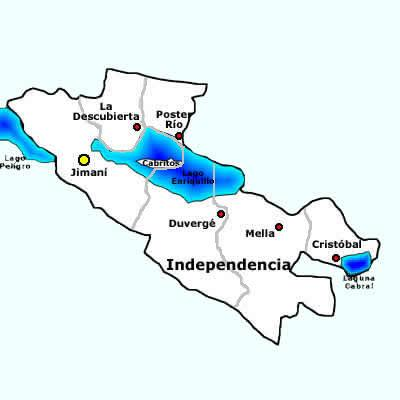
البلديات

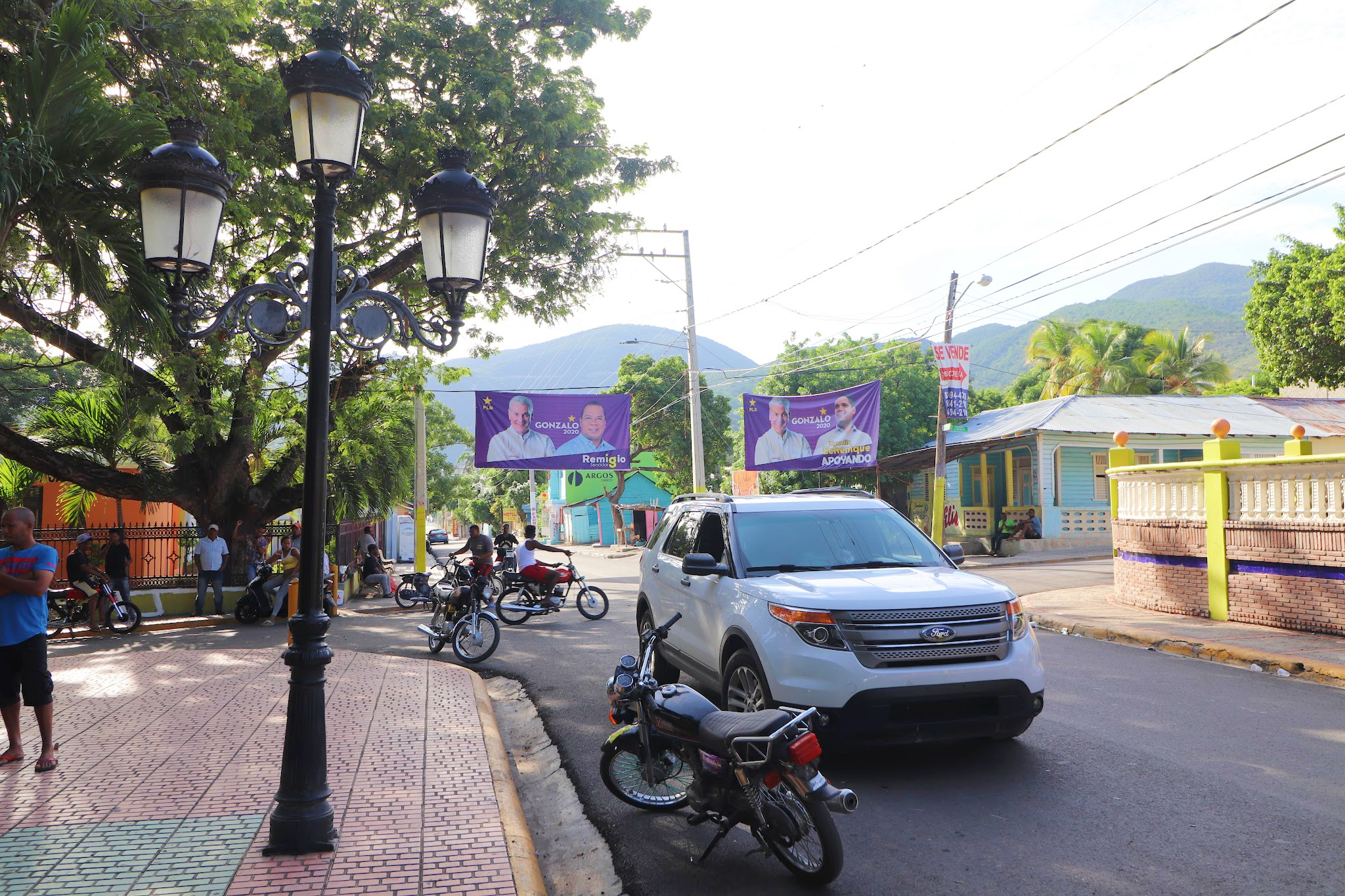
مدينة لا ديسكوبيرتا

اعتبارًا من 20 يونيو عام 2006، تم تقسيم المقاطعة إلى البلديات ( municipios ) التالية والدوائر البلدية ( distritos municipales - DM) داخل البلديات المذكورة: 
- كريستوبال
  - باتي 8 (DM)
- دوفيرجيه
  - فينجان أ فير (DM)
  - بويرتو إسكونديدو (DM)
- جيماني
  - بوكا دي كاتشون (DM)
  - إل ليمون (DM)
- لا ديسكوبيرتا
- ميلا
  - لا كولونيا (DM)
- بوستر ريو
  - جوايابال (DM)

وفيما يلي جدول مُفصّل للبلديات والدوائر البلدية، مع أعداد السكان اعتبارًا من تعداد عام ٢٠١٢. سكان الحضر هم سكان مراكز البلديات أو الدوائر البلدية ( cabeceras ، وتعني حرفيًا "رؤساء")، وسكان الريف هم سكان الدوائر ( Secciones ، وتعني حرفيًا "أقسام") والأحياء ( Parajes ، وتعني حرفيًا "أماكن") خارجها.
للمقارنة مع البلديات والدوائر البلدية في المحافظات الأخرى، راجع قائمة البلديات والمناطق البلدية في جمهورية الدومينيكان .

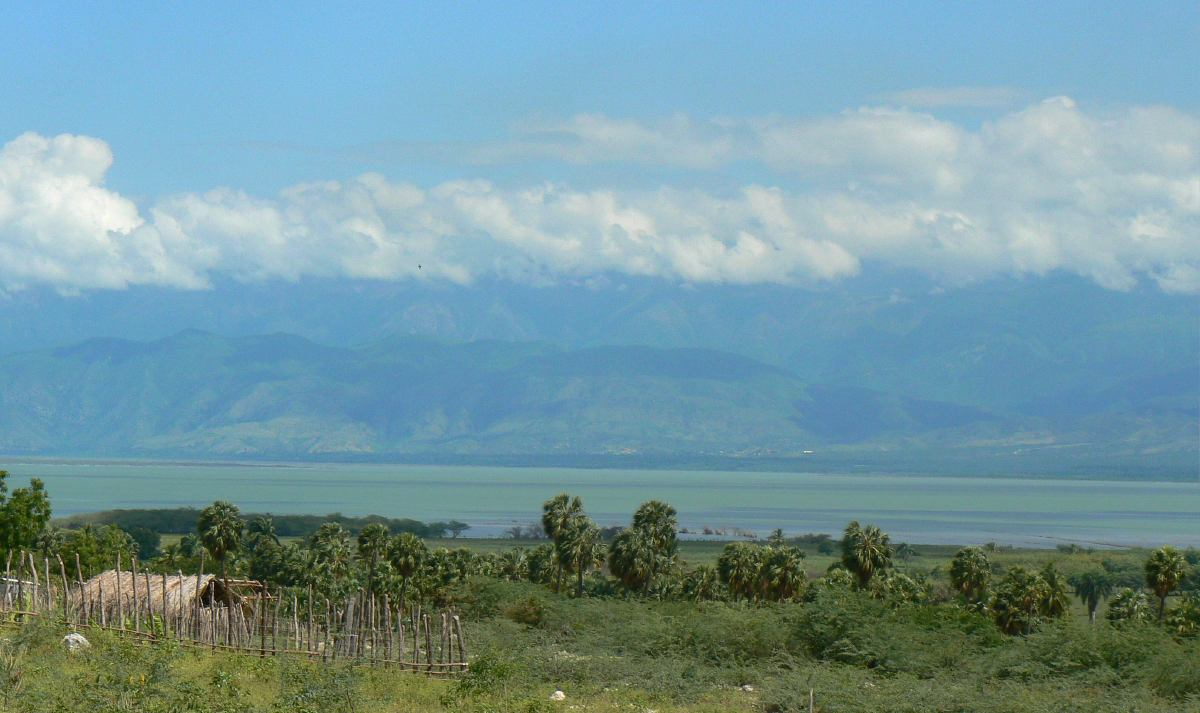
الشاطئ الجنوبي لبحيرة إنريكييو ، باتجاه الشمال نحو جبال سييرا دي نيبا، مقاطعة إنديبندنسيا، جمهورية الدومينيكان (2007)

| اسم                | إجمالي السكان | السكان الحضريون | السكان الريفيون |
| ------------------ | ------------- | --------------- | --------------- |
| كريستوبال          | 7٬952         | 2٬967           | 4٬985           |
| دوفيرجيه           | 25٬971        | 15٬452          | 10٬519          |
| جيماني             | 19٬263        | 11٬742          | 7٬521           |
| لا ديسكوبيرتا      | 10٬022        | 5٬767           | 4٬255           |
| ميلا               | 5٬052         | 4٬131           | 921             |
| بوستر ريو          | 6٬323         | 2٬338           | 3٬985           |
| مقاطعة إنديبندنسيا | 74٬583        | 42٬397          | 32٬186          |

## روابط خارجية
- (بالإسبانية) Oficina Nacional de Estadística, Maps with administrative division of the provinces of the Dominican Republic, downloadable in PDF format

قالب:Provinces of the Dominican Republic